# うきは市
うきは市（うきはし）は、福岡県の南東部に位置する市。筑後地域（都市計画の圏域では筑後都市圏）に属する。

## 地理

うきは市主要部の空中写真。
2018年4月28日撮影の10枚を合成作成。。

筑後川を挟んで朝倉市と接し、西は久留米市田主丸町、南は八女市星野村と隣接する。また、大分県の日田市とも隣接する。市内を久大本線と国道210号が東西に横断する。
経済的には久留米市、朝倉市との関係が強く、両市への通勤通学人口が多い。また、県を越えた大分県の日田市との経済的結びつきもある。久留米市への通勤率は13.6%となっている（平成22年国勢調査）。
森林セラピー基地認定。

### 隣接する自治体
福岡県
- 久留米市
- 朝倉市
- 八女市

大分県
- 日田市

### 地名
従来の大字の前に旧町名を冠する。
吉井町
- （町制当初の吉井町の区域は、従来から大字が設置されておらず、うきは市市制後も吉井町の後に番地を続ける。）
- 生葉（旧江南村）
- 江南（旧江南村）
- 新治（旧江南村）
- 八和田（旧江南村）
- 清瀬（旧千年村）
- 桜井（旧千年村）
- 橘田（旧千年村）
- 千年（旧千年村）
- 徳丸（旧千年村）
- 福永（旧千年村）
- 宮田（旧千年村）
- 若宮（旧千年村）
- 富永（旧福富村）
- 福益（旧福富村）
- 屋部（旧福富村）
- 鷹取（旧船越村）
- 長栖（旧船越村）

浮羽町
- 朝田（旧御幸村）
- 浮羽（旧御幸村）
- 流川（旧御幸村）
- 西隈上（旧御幸村）
- 東隈上（旧御幸村）
- 高見（旧大石村）
- 古川（旧大石村）
- 三春（旧山春村）
- 山北（旧山春村）
- 妹川（旧姫治村）
- 小塩（旧姫治村）
- 田篭（旧姫治村）
- 新川（旧姫治村）

## 歴史
的邑（いくはのむら）→ 生葉郡 → 浮羽郡 → うきは市　と変遷してきた。

### 近現代
合併前の旧市町村については各項目を参照。
- 2005年3月20日 - 浮羽町、吉井町が合併し市制施行。うきは市が発足。これにより、浮羽郡は消滅。
- 2016年7月3日 - 市長選を実施。改正公職選挙法により18歳選挙権が実施された初の選挙。同法は第24回参議院議員通常選挙の公示直前に施行された際に、本市長選挙の告示は参院選の公示より遅い2016年6月26日であり、期日前投票制度や不在者投票制度によって参院選については公示日翌日の6月23日から投票できたが、投票日自体は市長選が参院選より1週間早い2016年7月3日であったため、改正公職選挙法施行後初の選挙となった。18・19歳の投票率は38.38%（581人中223人全体の投票率は56.1%）で、現職の高木典雄が再選された[3][4]。

## 行政

### 市長
- 権藤英樹（1期目、2024年7月15日就任）

| 代   | 氏名     | 就任年月日    | 退任年月日    | 備考                     |
| ---- | -------- | ------------- | ------------- | ------------------------ |
|      | 堀万治   | 2005年3月20日 | 2005年4月24日 | 職務執行者・旧浮羽町長   |
| 初-2 | 怡土康男 | 2005年4月24日 | 2012年5月25日 | 旧吉井町助役。任期中死去 |
|      | 鎌田康秀 | 2012年5月25日 | 2012年7月15日 | 職務代理者・副市長       |
| 3-5  | 髙木典雄 | 2012年7月15日 | 2024年7月14日 |                          |
| 6    | 権藤英樹 | 2024年7月15日 |               |                          |

### 市役所
- 吉井庁舎：
  - 【1階】市民生活課、人権・同和対策室、農林振興課、農業委員会事務局、税務課（徴収対策室）、会計課
  - 【2階】総務課（選挙管理委員会）、企画財政課（公共経営戦略室）〈財政係、契約管財係、企画調整係〉、市民協働推進課、建設課、水環境課、都市計画準備課
  - 【3階】議会事務局、監査委員事務局、企画財政課（公共経営戦略室）〈カーボンニュートラル推進係〉
  - 【西別館】保健課、福祉事務所、学校教育課
- うきは市民センター：
  - 【1階】生涯学習課〈図書館〉
  - 【2階】浮羽市民課、うきはブランド推進課（山村振興推進室）〈ブランド戦略係、地域振興係〉、男女共同参画推進室
  - 【別館：U-BiC】うきはブランド推進課（山村振興推進室）〈商工振興係、ラグビータウンプロジェクト推進係〉
- るり色ふるさと館：
  - 生涯学習課〈社会教育係、文化財保護係、スポーツ文化振興係〉

### 消防
- 久留米広域消防本部
  - 浮羽消防署浮羽出張所

### 警察
- うきは警察署（旧吉井警察署）

## 議会

### 市議会
- 定数：14人
- 任期：2022年5月1日 - 2026年4月30日

### 衆議院
- 選挙区：福岡6区（久留米市、大川市、小郡市、うきは市、三井郡、三潴郡）
- 投票日：2021年10月31日
- 当日有権者数：374,631人
- 投票率：51.19％

| 当落 | 候補者名 | 年齢 | 所属党派                             | 新旧別 | 得票数    | 重複 |
| ---- | -------- | ---- | ------------------------------------ | ------ | --------- | ---- |
| 当   | 鳩山二郎 | 42   | 自由民主党                           | 前     | 125,366票 | ○    |
|      | 田辺徹   | 60   | 立憲民主党                           | 新     | 38,578票  | ○    |
|      | 河野一弘 | 49   | 日本共産党                           | 新     | 12,565票  |      |
|      | 組坂善昭 | 74   | 無所属                               | 新     | 5,612票   |      |
|      | 熊丸英治 | 52   | NHKと裁判してる党 弁護士法72条違反で | 新     | 3,753票   |      |

## 産業
- 主な農産物：果物（ブドウ、イチゴ、ナシ、カキ、モモ）

### うきは市に本社・本店を置く企業
- 筑水キャニコム - 登記上の本店、うきは本社、工場
- テクノ月星 - ムーンスター子会社
- 日本精工九州 - 日本精工子会社
- 鳥越製粉 - 登記上の本店および工場
- にじ農業協同組合（JAにじ）
- 栗木商店 - 本社・工場（ちくご手づくり村）
- 杉工場

### 主な工場
※本社がうきは市外に所在する企業
- 共和コンクリート工業福岡工場
- ライフドリンク カンパニー耳納工場

## 友好都市

### 国内
- 枝幸町（北海道） - 1995年に旧・浮羽町が、さるかに合戦にちなんで、カニで有名な町の紹介を北海道に依頼した縁で交流が始まった。2009年10月31日友好都市協定調印[6]。

## 地域

### 人口
| |                                          |  |
| うきは市と全国の年齢別人口分布（2005年） | うきは市の年齢・男女別人口分布（2005年） |  |
| ■紫色 ― うきは市 ■緑色 ― 日本全国 | ■青色 ― 男性 ■赤色 ― 女性                |  |
| うきは市（に相当する地域）の人口の推移 \| 1970年（昭和45年） \| 37,301人 \| \| \| 1975年（昭和50年） \| 36,487人 \| \| \| 1980年（昭和55年） \| 36,762人 \| \| \| 1985年（昭和60年） \| 36,845人 \| \| \| 1990年（平成2年） \| 35,910人 \| \| \| 1995年（平成7年） \| 35,179人 \| \| \| 2000年（平成12年） \| 34,045人 \| \| \| 2005年（平成17年） \| 32,902人 \| \| \| 2010年（平成22年） \| 31,640人 \| \| \| 2015年（平成27年） \| 29,509人 \| \| \| 2020年（令和2年） \| 27,981人 \| \| |                                          |  |
| 総務省統計局 国勢調査より |                                          |  |
| 1970年（昭和45年） | 37,301人                                 |  |
| 1975年（昭和50年） | 36,487人                                 |  |
| 1980年（昭和55年） | 36,762人                                 |  |
| 1985年（昭和60年） | 36,845人                                 |  |
| 1990年（平成2年） | 35,910人                                 |  |
| 1995年（平成7年） | 35,179人                                 |  |
| 2000年（平成12年） | 34,045人                                 |  |
| 2005年（平成17年） | 32,902人                                 |  |
| 2010年（平成22年） | 31,640人                                 |  |
| 2015年（平成27年） | 29,509人                                 |  |
| 2020年（令和2年） | 27,981人                                 |  |

### 教育

#### 高等学校
- 福岡県立浮羽究真館高等学校

2005年に浮羽高校と浮羽東高校が統合され設立。

#### 中学校
市立
- 吉井中学校
- 浮羽中学校

#### 小学校
市立
- 山春小学校
- 大石小学校
- 御幸小学校
- 千年小学校
- 吉井小学校
- 福富小学校
- 江南小学校

## 交通
- 最寄り空港は福岡空港。

### 鉄道路線
- 九州旅客鉄道（JR九州）
  - 久大本線：筑後吉井駅 - うきは駅 - 筑後大石駅

市名と同じうきは駅があるが、中心駅は旧吉井町の中心駅（同町唯一の駅）である筑後吉井駅である。うきは駅は旧浮羽町の中心駅で、かつては筑後千足駅という駅名であったが、うきは市成立以前の1990年に改称された。

### バス路線

#### 西鉄バス
市内の西鉄バス路線は子会社の西鉄バス久留米（吉井支社）が運行する。現在は国道210号経由でうきは市と久留米市（旧田主丸町域および中心市街地）を結ぶ久留米吉井線（行先番号20・24）のみとなっており、大半の便は久留米 - 吉井営業所間の運行で一部の便が久留米 - 浮羽発着所間の運行となっている。
- - 20・24：浮羽発着所 - 吉井営業所 - 田主丸中央 - 善道寺 - 千本杉 - 西鉄久留米 - 六ツ門 - JR久留米駅・久留米大学病院

かつては日田バスが浮羽発着所を経由して久留米市と日田市の日田バスセンター・高塚を結ぶ路線を運行していたが、浮羽発着所 - 日田バスセンター・高塚間の運行に短縮されたのち、2014年5月21日に廃止された。また、西鉄バス久留米は浮羽発着所（一部朝倉市の杷木発着所）と旧浮羽町南部の山間部を結ぶ路線が3路線あったが、小塩地区（県道105号経由）への路線と妹川地区（県道52号線経由）への路線が2014年9月30日の運行をもって廃止され、唯一残った新川・田篭地区への路線も2025年3月31日限りで廃止された。
うきは市成立以前には福岡市と吉井町を結ぶ高速バスが運行されていた時期もあったほか、久留米吉井線もうきは市以東の杷木発着所や日田市まで延びており久留米 - 杷木間や久留米 - 日田間で運行されていたが、現在はいずれも消滅している。

#### うきはバス
うきは市が道路運送法第78条・第79条に定める自家用有償旅客運送（白ナンバー）として運行する自治体バス。うきは市民センターを拠点に運行する。基本的にうきは市内のみの運行であるが市外の杷木へも乗り入れる。平日のみ運行。PayPay決済に対応。
- 浮羽線：うきは市民センター - 道の駅うきは - 筑後大石駅前 - 杷木 - 筑後川温泉 - うきは市民センター
- 吉井線：うきは市民センター - うきは駅 - うきは市役所 - 筑後吉井駅前 - 福富コミュニティセンター - うきは市民センター

#### うきは市予約制のりあいタクシー
西鉄バス久留米が運行していた旧浮羽町南部の山間部路線の廃止に伴い運行している。西鉄バス路線の廃止に合わせて小塩・妹川地区は2014年10月1日、新川・田篭地区は2025年4月1日から運行している。浮羽交通・朝田タクシーが受託運行する。なお、新川・田篭地区は西鉄バス時代と同様、日田市旧前津江村の柚木地区にも運行する。
- 小塩線：うきは市民センター - 牧の草 - 本宮 - 女子尾
- 妹川線：うきは市民センター - 持木 - 内ケ原 - 笹尾
- 新川・田篭・柚木線：うきは市民センター - 本村 - 田篭 - 柚木

### 道路

#### 高速道路
市内に高速道路はないが、市域北端の筑後川の対岸部（朝倉市）を大分自動車道が通っている。概ね旧吉井町域は朝倉IC、旧浮羽町域は杷木ICが近い。

#### 一般国道
- 国道210号（筑後街道・浮羽バイパス）
- 道の駅：うきは

#### 県道
主要地方道
- 福岡県道52号八女香春線
- 福岡県道80号甘木朝倉田主丸線
- 福岡県道81号久留米浮羽線

## 名所・旧跡・観光スポット・祭事・催事

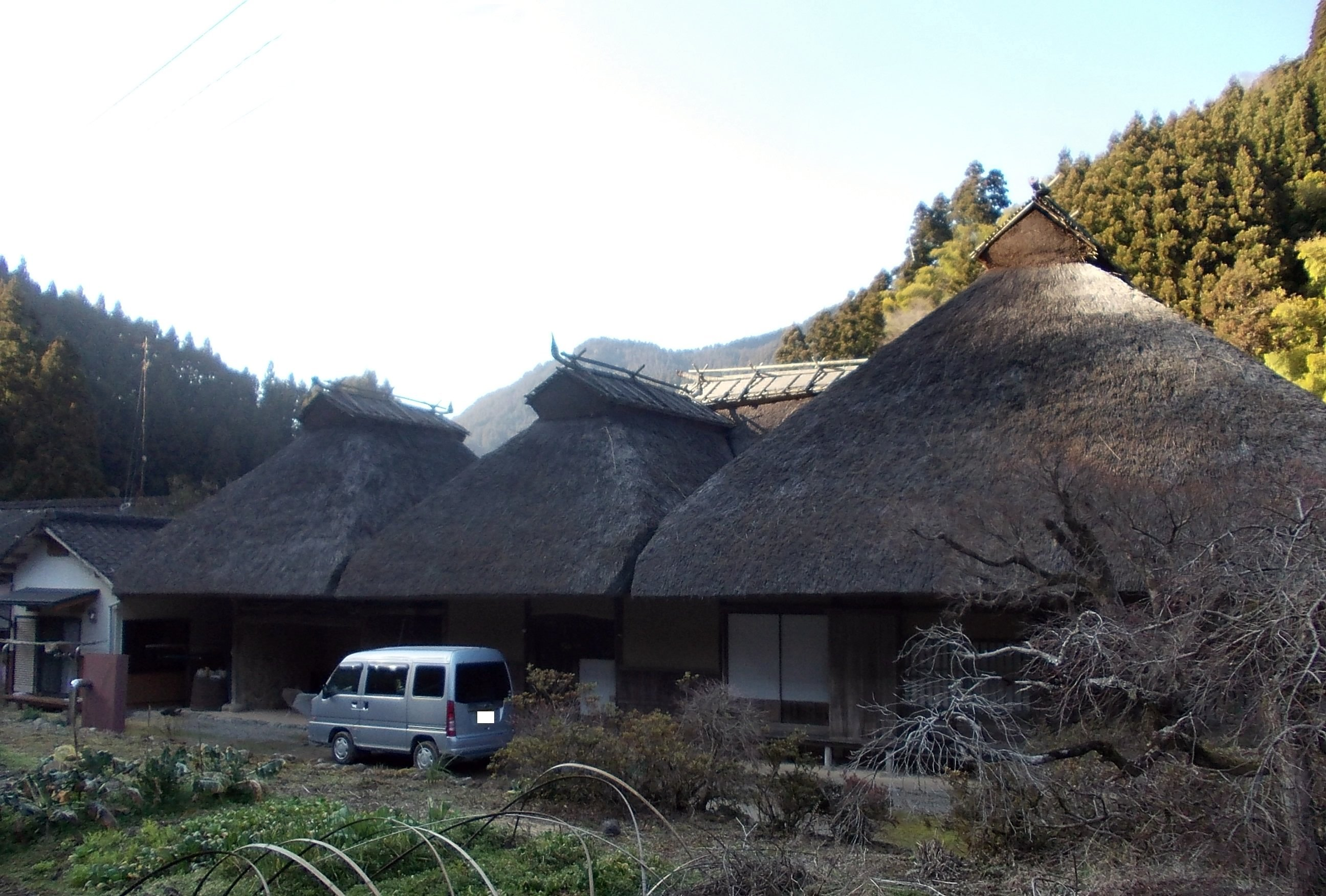
平川家住宅

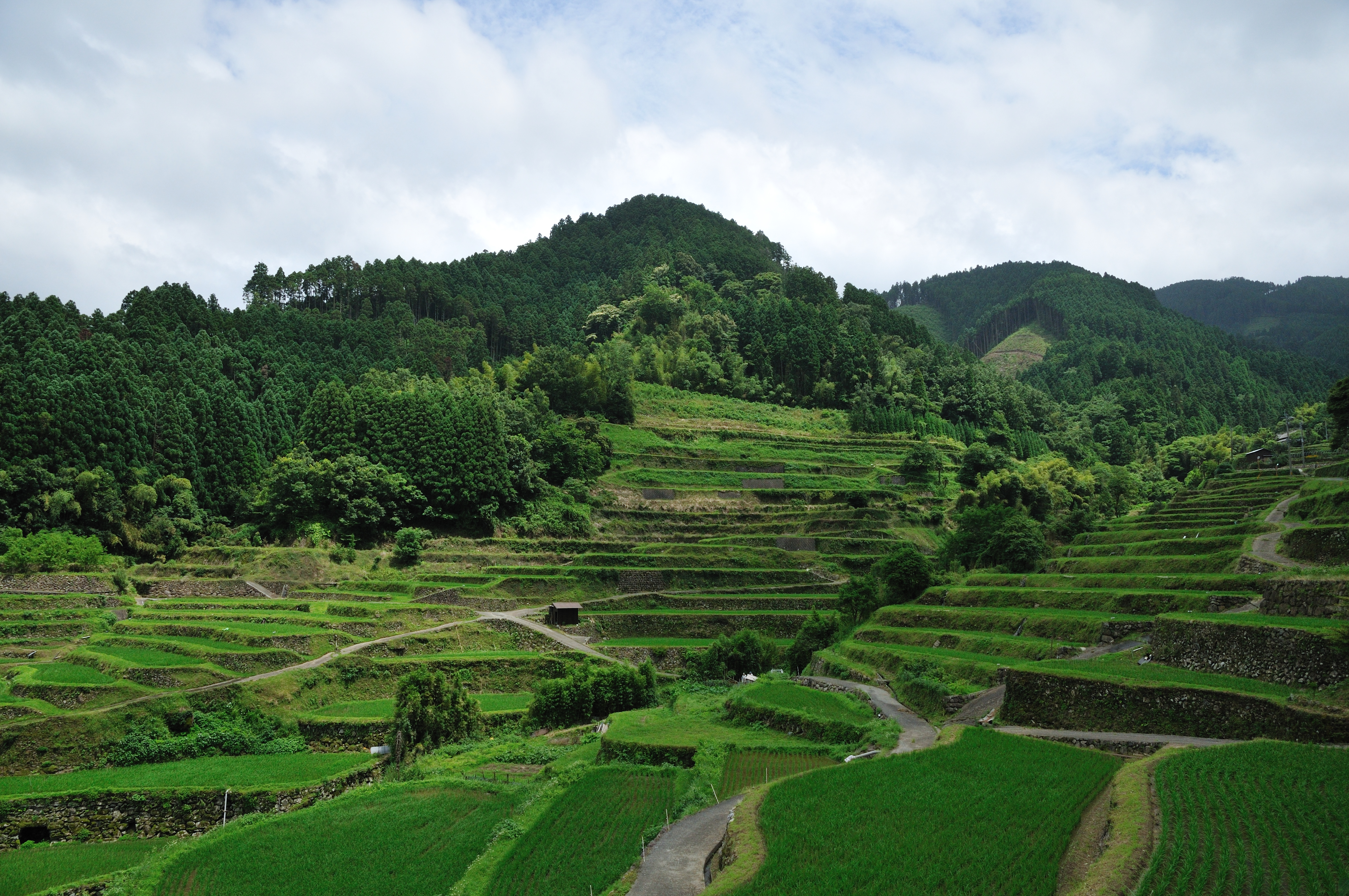
つづら

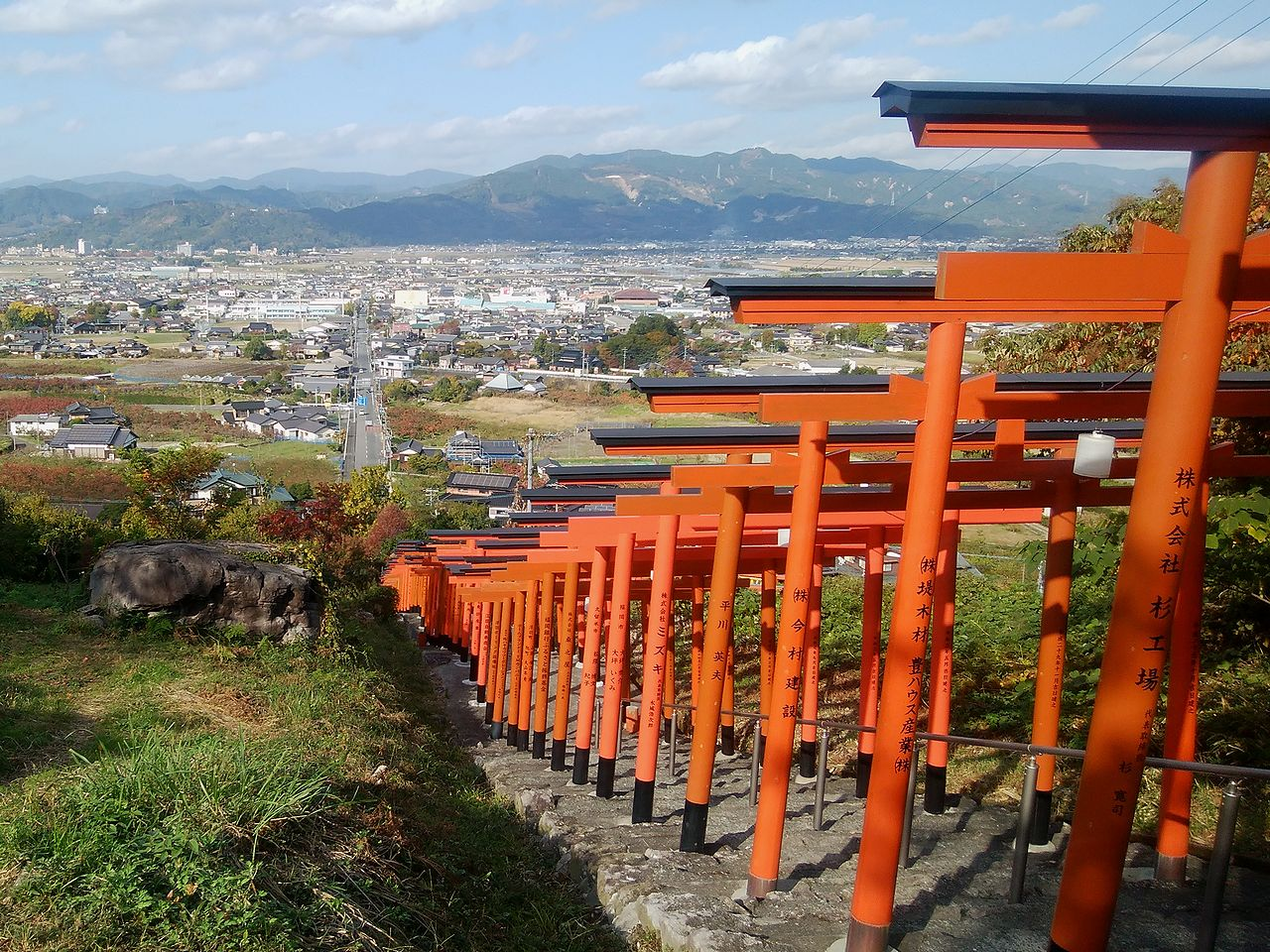
浮羽稲荷神社から見る浮羽町市街地

- 筑後吉井地区 - 市中心部にある重要伝統的建造物群保存地区
  - 居蔵の館、鏡田屋敷、東光寺
- 金子文夫資料展示館 - 吉井の河童伝説に関する展示など。
- 菊竹六皷記念館
- 吉井温泉、筑後川温泉（国民保養温泉地）
- 調音の滝公園
- 筑後川温泉花火大会 7月28日
- 流川の桜並木：約1500m続く桜の通り抜け
- 一の瀬焼 焼き物
- 筑後吉井のおひなさまめぐり2月10日～4月3日
- 吉井しらかべ楽市楽座・蔵しっく通り名物お宝の市
- 屋部地蔵公園 108のわらべ地蔵と300本の梅の庭園
- 浮羽おくんち - 賀茂神社 (うきは市)
- 浮羽稲荷神社

### 古墳・史跡
- 重定古墳 6世紀後半の前方後円墳。
- 日岡古墳と月岡古墳 6世紀前半の古墳時代後期の装飾古墳
- 長岩城 筑後の豪族問註所就氏の居城
- 平川家住宅 - 国の重要文化財
- 大石堰 1674年
- 袋野隧道

### 百選
- 日本棚田百選：つづら
- 名水百選：清水湧水
- 水源の森百選：滝のある水源の森

### うきは市をモデルにした漫画・ドラマ
『大字・字・ばさら駐在所』
1980年から1983年の在住経験による漫画家うえやまとちの作品。
『うきは〜少年たちの夏〜』
2002年に放送された福岡発地域ドラマ（単発ドラマ）脚本は森下直。
『神霊狩/GHOST HOUND』
2007年に放送されたProduction I.G20周年記念として制作されたテレビアニメ。うきは市とは明言されていないが、浮羽郡人会21のクレジットがあり、方言は浮羽町特有の言葉である。アニメに出てくるダムは合所ダムに、山頂への長い階段を登った所に有る神社は浮羽稲荷神社に似ている。柳川市とダムのある近隣の場所を見つけてきて架空の町を作り上げた作品だと、インタビューで語っている。

## うきは市出身の有名人
★は､故人

### 歴史・政治・学者など
(江戸末期生まれ)
- 玉井忠田 - 久留米藩侍医　※浮羽町出身 ★
- 篠原泰之進 - 新撰組諸士調役兼監察方及び柔術師範　※生葉郡高見村 ★
- 菊竹博之 - 自由民権運動家､地方政治家 ※吉井町出身 ★

(明治生まれ)
- 菊竹六皷 - ジャーナリスト､上記の菊竹博之の弟　※吉井町出身 ★
- 後藤格次 - 農芸化学者 ※吉井町出身｡ ★
- 佐藤達夫 - 法制官僚　※浮羽町出身｡ ★

(大正生まれ)
- 河北倫明 - 美術評論家　※浮羽町出身 ★

(昭和生まれ)
- 泉信也 - 政治家　※吉井町出身
- 鳥越俊太郎 - ジャーナリスト　※吉井町出身
- 倉富純男 - 西日本鉄道社長、九州経済連合会会長

### 芸能・スポーツ・その他
- 生野初子 - 女優　※吉井町出身 ★
- 竹葉山真邦 - 力士　※浮羽町出身
- 後藤理沙 - 女優　※吉井町出身
- 穂高ゆう - 宝塚歌劇団78期生、モデル・ヴォーカリスト　※吉井町出身
- 笑福亭風喬 - 落語家　※浮羽町出身
- 村田英雄 - 演歌歌手　※吉井町にて出生、後現唐津市へ ★
- 鬼塚智徳 - アスリート、トレイルランナー　※浮羽町出身
- 石井武志 - 総合格闘家、プロボクサー　※浮羽町出身
- 三浦広光 - 総合格闘家、プロボクサー　※浮羽町出身
- 樽美酒研二 - 歌手、ゴールデンボンバーメンバー　※吉井町出身
- 上杉あずさ - ローカルタレント、スポーツライター　※浮羽町出身
- 今村駿介 - 男子自転車競技選手　※吉井町出身

### うきは市にゆかりのある人

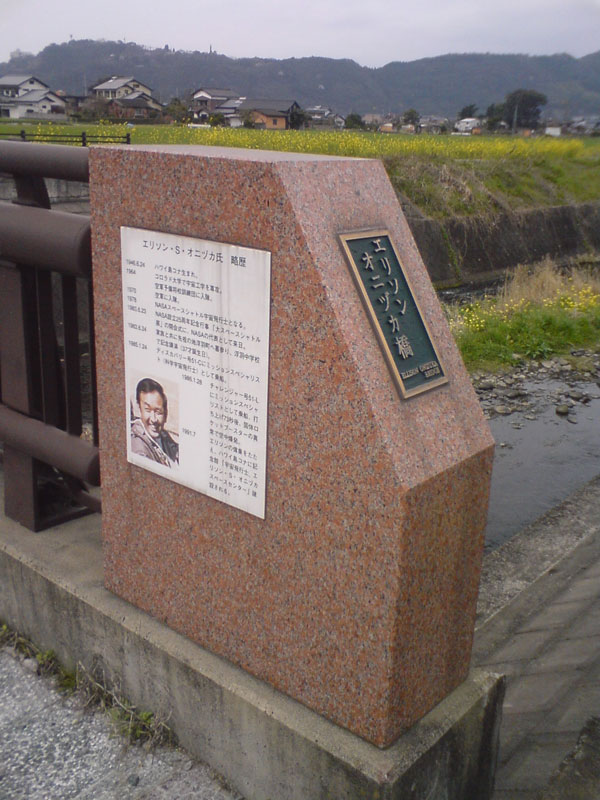
浮羽町高見にある「エリソン・オニヅカ橋」の下流側親柱に設けられた橋梁名のプレートとエリソン・オニヅカの略歴を記した説明板
（2009年3月19日撮影）

- エリソン・オニヅカ - 日系三世のアメリカ航空宇宙局(NASA)所属の宇宙飛行士。祖父母の故郷として1983年に訪問。墓参や記念講演を行った。没後10周年にあたる1996年には浮羽町（当時）で追悼式典が行われている。★

うきは市浮羽町高見にはオニヅカの功績を称えて命名された「エリソン・オニヅカ橋」がある。
- うえやまとち - 漫画家。旧浮羽町に一時期在住し、漫画の創作活動を行っていた。
- タモリ - お笑いタレント。妻がうきは市（旧生葉郡吉井町）出身で、その縁もあり2018年10月にうきは市の観光大使に就任[10]。

## 市外局番
- 0943（田主丸MA。全域）